# Christuskirche (Hildburghausen)

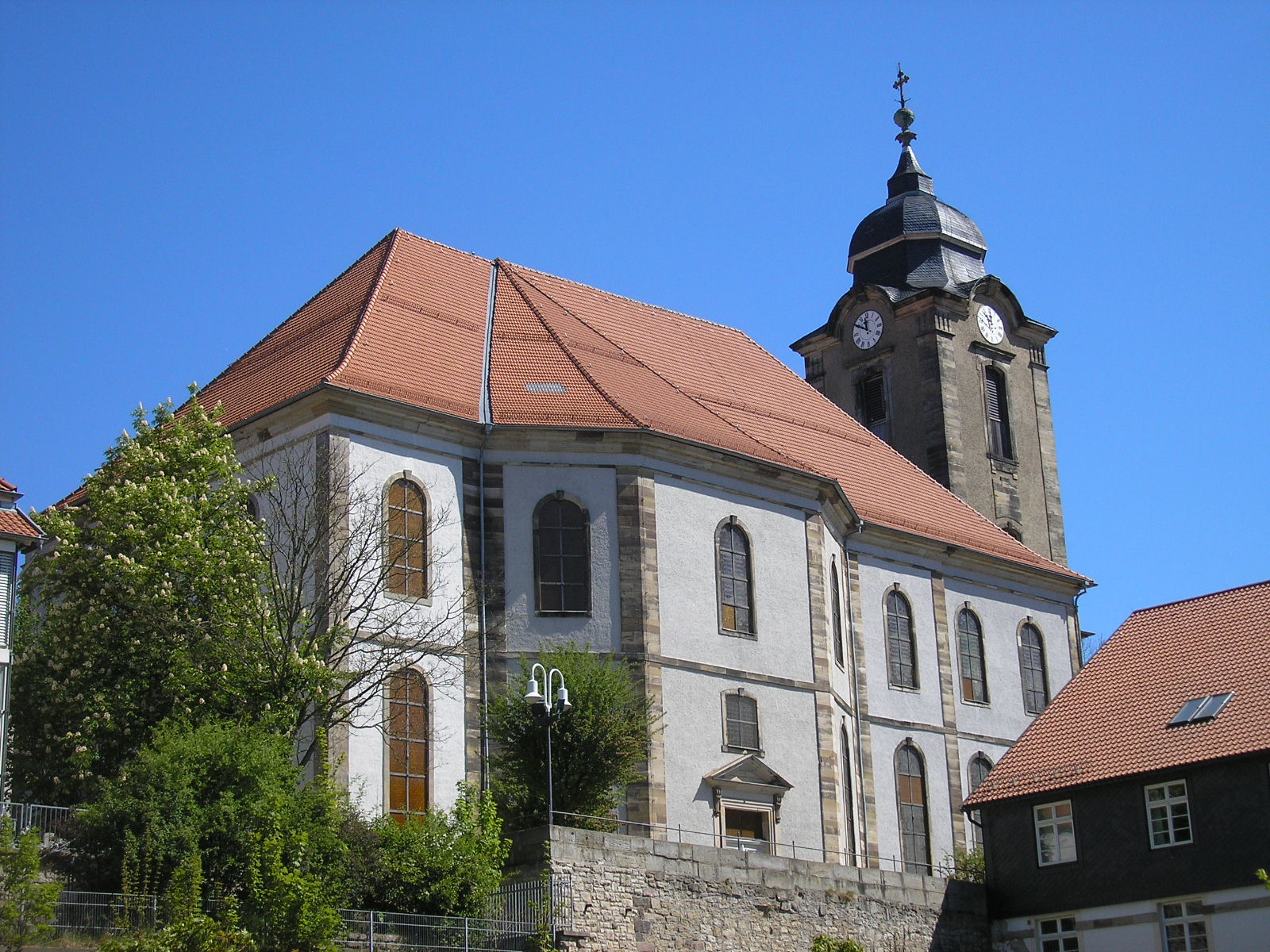
Christuskirche, Südseite

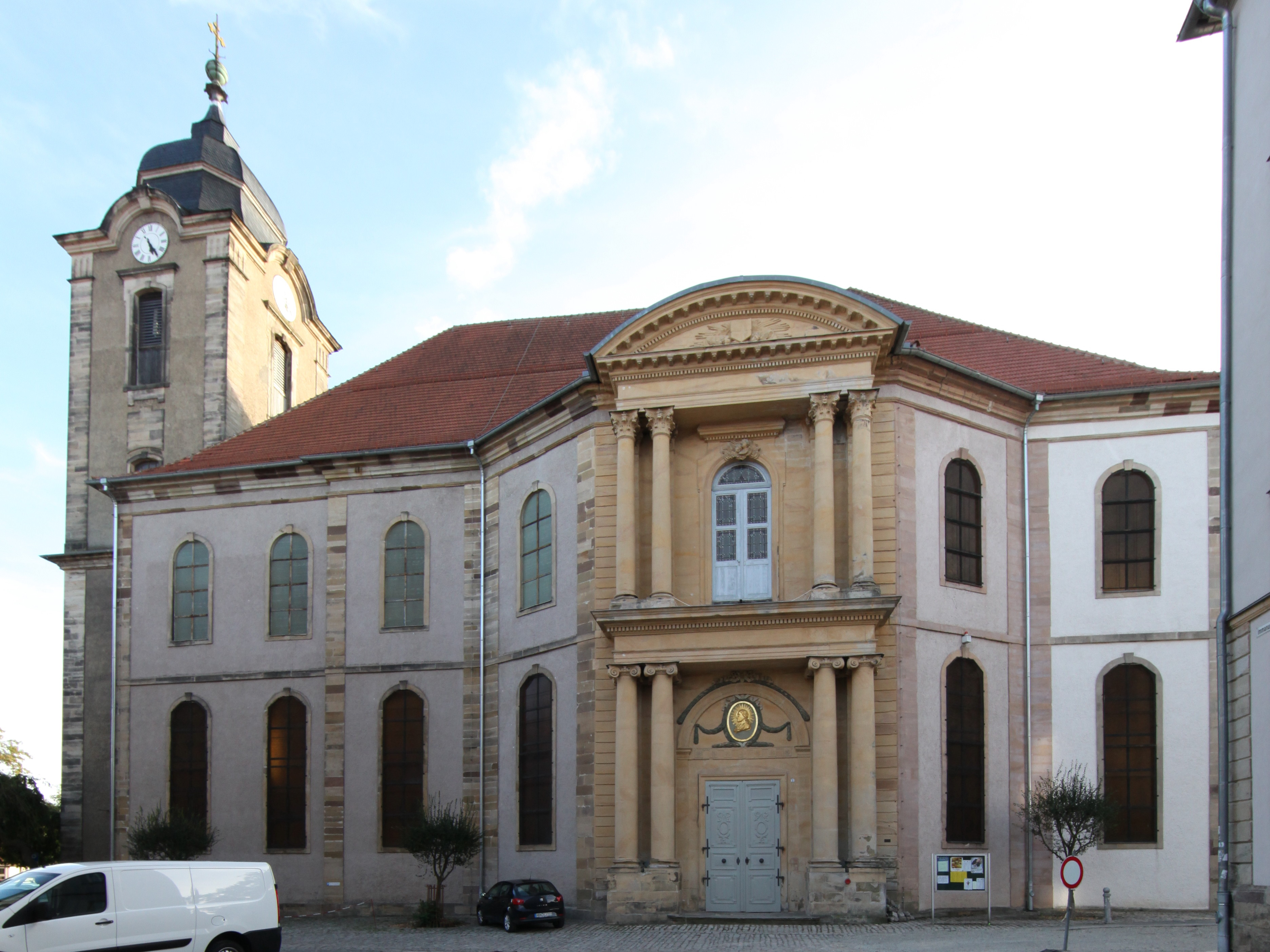
Christuskirche, Nordseite

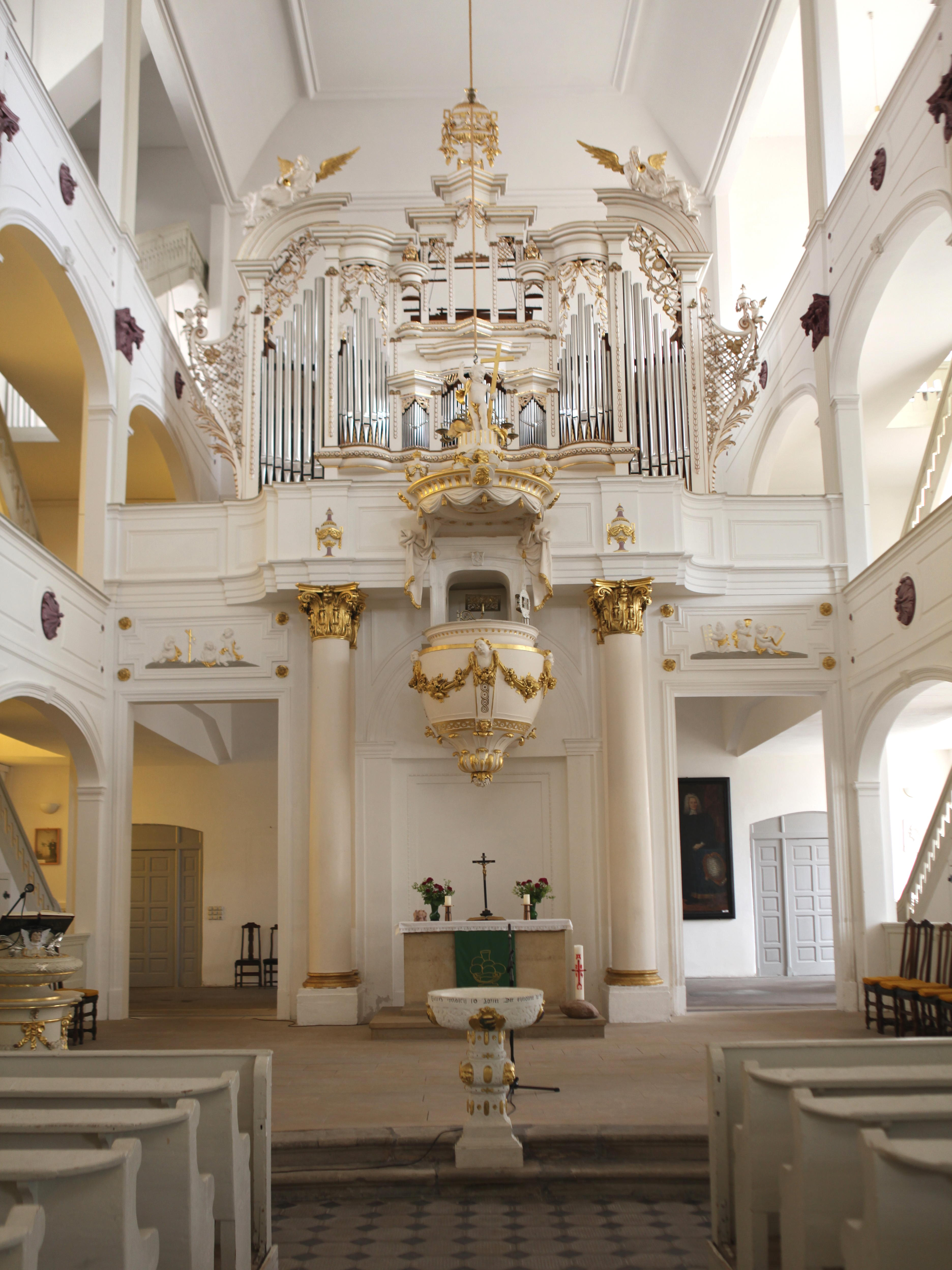
Altar, Kanzel, Orgel

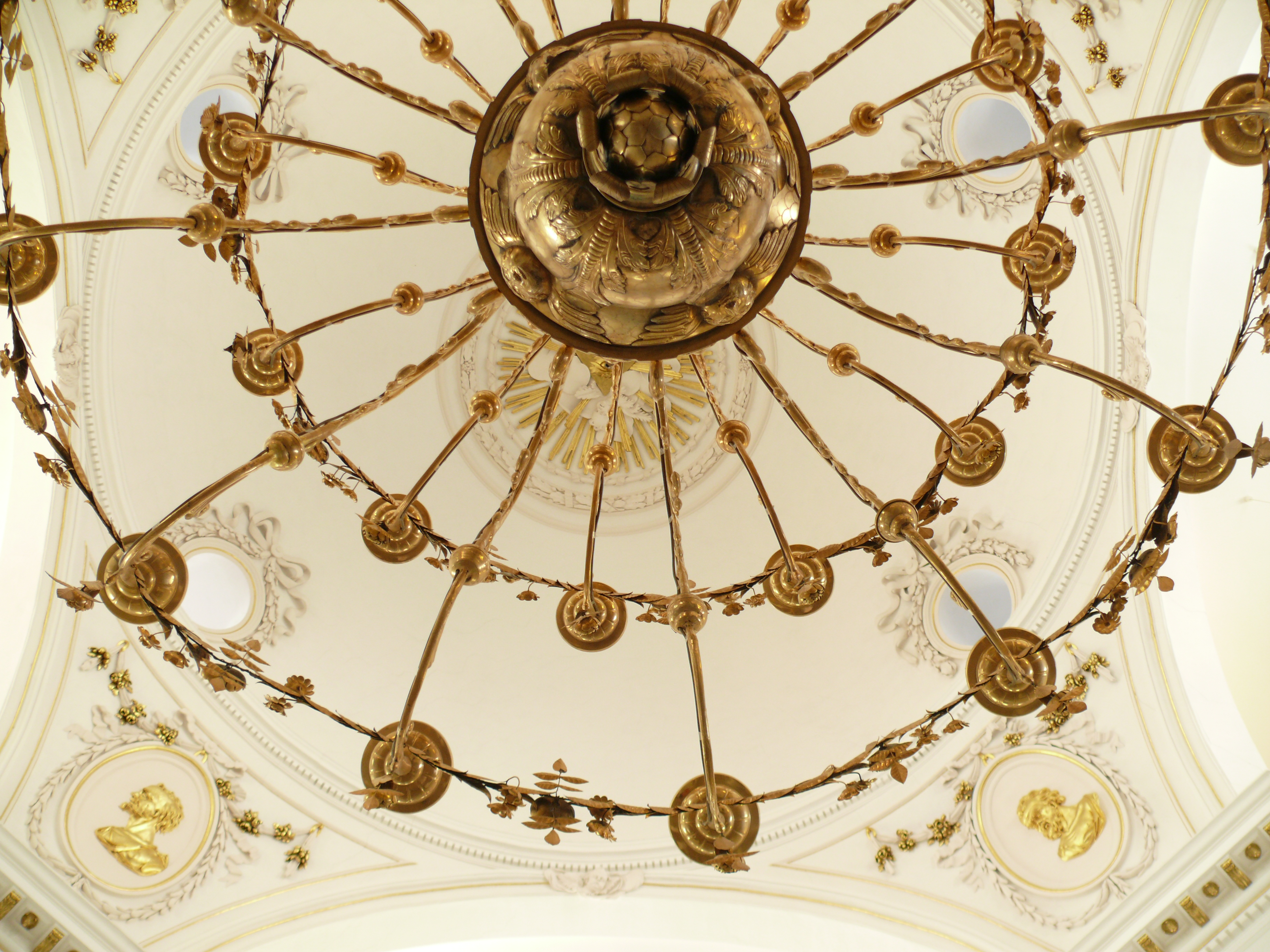
Kronleuchter und Kuppel

Die evangelisch-lutherische Christuskirche ist die Stadtkirche in Hildburghausen (Thüringen). Die ehemalige Residenzkirche wurde von 1781 bis 1785 nach Plänen von Albrecht Friedrich von Kesslau mit einer großen Innenkuppel errichtet. Sie ist mit knapp 1000 Sitzplätzen die größte Kirche Südthüringens und der bedeutendste Sakralbau des ehemaligen Herzogtums Sachsen-Hildburghausen.

## Geschichte
Im Jahr 1286 wurde erstmals eine Kirche zu Hildburghausen erwähnt. Ob es sich dabei um die Lorenzkirche, den Vorgängerbau der heutigen Stadtkirche Hildburghausens handelte, die erstmals 1317 beurkundet ist, ist unklar. Die Sakristei stammt noch von der alten Lorenzkirche. Ein großer Stadtbrand zerstörte am 19. August 1779 unter anderem die Lorenzkirche. In ganz Deutschland wurde für den Bau einer neuen Kirche gesammelt. Insgesamt wurde eine Summe von 20375 Gulden für die Landeshauptkirche gespendet. Im Frühjahr 1781 begann nach einem Entwurf von Albrecht Friedrich von Kesslau der Neubau der Stadtkirche. Ende des Jahres 1781 stand der Rohbau. Am 24. November 1785 war die feierliche Einweihung des Gotteshauses.
Im Jahr 1898 führte der Coburger Hofmaler Wang eine Innenrenovierung durch. Dabei wurden bunte Kunstglasfenster der Naumburger Anstalt für Glasmalerei und Kunstverglasung Wilhelm Franke eingebaut, die Hildburghäuser Bürger gespendet hatten.
1921 erhielt das Gotteshaus neue Glocken und den Namen Christuskirche.
Gegen Ende des Zweiten Weltkrieges erlitt die Kirche durch Artilleriebeschuss, insbesondere am Dach, Schäden, die in den 1950er Jahren behoben wurden. Anfang der 1970er Jahre wurden Türen und viele Fenster der Kirche mutwillig beschädigt oder völlig zerstört, so dass die Kirche geschlossen werden musste. Nach Erneuerungsarbeiten in den 1970er Jahren wurde die Christuskirche von 1991 bis 1993 umfangreich restauriert und renoviert. Dabei wurde die bereichsweise gerissene Kuppel gesichert. Es folgten in den 1990er Jahren eine Kirchendacherneuerung und eine Restaurierung der Orgel. In den 2000er Jahren kam es zur Instandsetzung der Westfassade und Erneuerung der Fenster. 2009 mussten Bereiche im Altarraum aufgrund von Hausschwamm saniert werden.
Die Christuskirche war Taufstätte von Therese von Sachsen-Hildburghausen, der Gemahlin König Ludwigs I. von Bayern. Organist war unter anderem Johann Peter Heuschkel. Als Prediger wirkte unter anderem Ludwig Nonne.

## Architektur
Die am Südostrand der Altstadt über der Stadtmauer, oberhalb des einstigen Schlossgartens, gelegene Christuskirche ist im spätbarocken, zum Teil ins Rokoko gehenden, frühklassizistischen Stil erbaut worden. Bis auf den Nordeingang und den Eingang zur Sakristei ist die Kirche symmetrisch gegliedert. Hauptschmuck der schlichten, verputzten Fassade ist das Hauptportal auf der Nordseite mit seinem doppelgeschossigen Vorbau, bestehend aus klassizistischen Säulen, Architraven und einem krönenden Flachbogengiebel. Über dem Eingang hängt ein vergoldetes Christusmedaillon, das an die Namensgebung als Christuskirche im Jahr 1921 erinnert und auf den Erlöser verweist. Der nordwestliche untere Eckstein trägt auf der Nordseite das sächsische Rautenwappen. Ein plattenartiger, schmaler Gesimsstreifen über den unteren Fenstern und ein kräftiger Hauptgesimsstreifen unter der Dachtraufe sowie leicht hervorstehende Wandpilaster aus Quadermauerwerk in den Grundrissknicken gliedern die Fassade. Ein zusätzlicher Mauerwerksstreifen zwischen dem zweiten und dritten kennzeichnet die innere Raumteilung und wahrt die Symmetrie für die Stellung der Portale. Die Tür- und Fenstereinfassungen bestehen aus behauenem Sandstein. Die Bogenfenster sind hoch und schmal und haben im Scheitel einen Schlussstein. Im Untergeschoss sind 14 große und zwei kleine Fenster vorhanden. Die oberen 16 Fenster sind zwei Meter niedriger. Der wuchtige, 50 Meter hohe Kirchturm auf der Ostseite beherbergt die Sakristei und wird durch ein verschiefertes, aufgegliedertes, barockes Haubendach mit einem Kreuz an der Spitze geprägt. Der Turmknopf mit Kreuz ist etwa 1,5 Meter hoch und 2,0 Meter breit.
Die Christuskirche ist ein Zentralkuppelbau, mit östlich anschließendem Langhaus. Der Innenraum ist 36,5 Meter lang und maximal 22,5 Meter breit. Er ist durch Stuckdekorationen und eine ausschließlich in Weiß und Gold gehaltene Ausstattung geprägt. Die hölzerne Kuppel, die von außen nicht erkennbar ist, wird von vier Pfeilern getragen und überspannt den Gemeinderaum. Der Kuppelraum hat einen mit Emporen bestückten Umgang, das Langhaus ist eine Emoprenhalle. Die Eckpfeiler der Kuppel sind mit Pilastern auf hohen Sockeln mit korinthischen Kapitellen verziert. Die Verbindungen der Stützen bilden hohe Bögen mit einem Engelskopf als Schlussstein. Die Kuppel ist 22 Meter hoch, hat einen Durchmesser von 13 Metern und ist in das zweigeschossige Dachgebälk integriert. Sie besitzt im Scheitel eine Rosette, worin das Dreifaltigkeitsdreieck zwischen Wolken und Engelsköpfen zu finden ist. Im unteren Teil der von vier kreisförmigen Fenstern durchbrochenen Kuppel sind die vier Evangelisten als griechisch-römische Gelehrte dargestellt. Der in der Kuppel hängende Messingkronleuchter ist bauzeitlich.
Der Kuppelraum öffnet sich im Osten zur Altarhalle, an den anderen drei Seiten schließen sich Doppelemporen an. Deren Brüstungen zeigen einfache, herausgearbeitete Verzierungslinien und Blattrosetten. Die Westempore ist der frühere mit Glasfenstern abgeschlossene Herzogsstand in dem heute eine Bibliothek untergebracht ist, die als Kostbarkeiten Wiegendrucke aus der Anfangszeit des Buchdrucks beherbergt. Das 17 Meter lange und bis zu 16 Meter hohe Langhaus dient als Altarhalle mit Orgelchor. An der Ostseite befinden sich die Prinzipalstücke, der Altar, die balkonartig vorgebaute Kanzel und die Orgel. Sie sind mittig übereinander angeordnet. Die Orgelempore liegt etwas höher als die Seitenemporen und tritt im Mittelteil etwas vor. Sie wird von zwei glatten korinthischen Säulen mit Marmormalerei getragen. Die Kanzel hat eine Korbform und ist mit Blumengewinden und Engelsköpfchen in neuklassischem Stil verziert. Reliefköpfe und Urnen schmücken den Rand des Schalldeckels. Ein Knabe mit dem Kreuz steht oben auf einem Sockel. Die Orgel ist mit Schnitzwerk von Ornamenten und musizierenden Engeln, die auf seitlichen Barockbögen ruhen, versehen.
Der Kirchenraum fasst mehr als 2000 Menschen, wobei es knapp 1000 Sitzplätze gibt. Damit ist es die größte Kirche Südthüringens.

## Ausstattung
Ursprünglich hingen im Kirchturm vier Bronzeglocken, von denen drei im Ersten Weltkrieg eingeschmolzen wurden. Sie wurden 1921 durch drei Gussstahlglocken ersetzt. Es sind die Christusglocke mit 1,88 Meter Durchmesser und dem Ton B, die Gedächtnisglocke in Des mit 1,57 Meter Durchmesser und die Lutherglocke mit dem Ton E und 1,39 Meter Durchmesser.
Der Taufstein stammt aus dem Jahr 1685. Er stand ursprünglich in der Vorgängerkirche. Er zeigt Verzierungen in stark hervortretender Reliefarbeit, am Schaft Löwenköpfe, im breiteren Oberteil das Rautenwappen sowie Löwenköpfe und trägt die Aufschrift: „Lasset die Kindlein zu mir kommen und wehret ihrer nicht ...“ (Lk 18,16 ).
Die Orgel ist ein spätbarockes Werk, das der Hildburghäuser Johann Georg Henne 1781 nach Angaben des Organistens Hummel erbaute. 1865 führte der Orgelbauer Michael Schmidt aus Schmiedefeld einen umfassenden Umbau durch, der einem Neubau entsprach. Nur der Prospekt, die ehemalige Oberwerkslade und einige Holzpfeifen wurden übernommen. Von 1999 bis 2001 sanierte die Orgelbaufirma Rösel & Hercher aus Saalfeld die dreimanualige Orgel mit 33 Registern umfassend. Im Jahr 2013 war eine erneute Instandsetzung der Orgel mit ihren etwa 2300 Pfeifen für etwa 30.000 Euro, diesmal durch die Orgelbauer Hoffmann und Schindler, geplant. Das Instrument hat 35 Register (Stand: 2020), darunter zwei Register (Prospektoctaven, Nr. 12 und 23), die nur bei eingeschalteter Elektronik registrierbar sind.
| I Hauptwerk C–f3 |                   |             |
| 01.              | Bordun            | 16′         |
| 02.              | Principal         | 08′         |
| 03.              | Hohlflöte 0       | 08′         |
| 04.              | Bordun            | 08′         |
| 05.              | Viola di Gamba    | 08′         |
| 06.              | Octave            | 04′         |
| 07.              | Hohlflöte         | 04′         |
| 08.              | Quinte + Octave   | 02 ⁄3′ + 2' |
| 09.              | Cornett IV        | 04′         |
| 10.              | Mixtur VI         | 02′         |
| 11.              | Trompete          | 08′         |
| 12.              | Prospektprincipal | 08′         |

| II Oberwerk C–f3 |                   |     |
| 13.              | Lieblich Gedackt  | 16′ |
| 14.              | Geigenprincipal   | 08′ |
| 15.              | Salicional        | 08′ |
| 16.              | Traversflöte      | 08′ |
| 17.              | Lieblich Gedackt  | 08′ |
| 18.              | Octave            | 04′ |
| 19.              | Fugaro            | 04′ |
| 20.              | Octave            | 02′ |
| 21.              | Mixtur V          | 01′ |
| 22.              | Oboe              | 08′ |
| 23.              | Prospektprincipal | 04′ |

| III Schwellwerk C–f3 |               |     |
| 24.                  | Gemshorn      | 08′ |
| 25.                  | Flauto dolce  | 08′ |
| 26.                  | Vox coelestis | 08′ |
| 27.                  | Harmonica     | 08′ |
| 28.                  | Flauto dolce  | 04′ |

| Pedal C–f1 |               |     |
| 29.        | Untersatz     | 32′ |
| 30.        | Principalbass | 16′ |
| 31.        | Violon        | 16′ |
| 32.        | Subbass       | 16′ |
| 33.        | Octavenbass   | 08′ |
| 34.        | Violon-Cello  | 08′ |
| 35.        | Posaunenbass  | 16′ |

- Koppeln: II/I, III/II, I/P
- Calcant (Motorschalter), Sperrventil zum Schwellwerk, elektronische Setzeranlage